# Popis regularnih masonskih velikih loža
| Kontinenti       | Broj |
| ---------------- | ---- |
| Europa           | 45   |
| Afrika           | 18   |
| Azija i Oceanija | 12   |
| Sjeverna Amerika | 98   |
| Srednja Amerika  | 22   |
| Južna Amerika    | 50   |
| Ukupno           | 245  |

Regularno slobodno zidarstvo je jedan od dva glavna slobodnozidarska ustroja. Drugi je kontinentalni (liberalni, adogmatski).
 Ujedinjena velika loža Engleske (UGLE) kao osnovni ustroj "regularnsti" priznaje sljedeće velike lože kao regularne:

## Europa
Regularne velike lože u Europi su:
- Velika loža Albanije
- Velika loža Andore
- Velika loža Armenije
- Velika loža Austrije
- Nacionalna velika loža Azerbajdžana
- Regularna velika loža Belgije
- Velika loža Bosne i Hercegovine
- Ujedinjena velika loža Bugarske
- Velika loža Cipra
- Velika loža Crne Gore
- Velika loža Češke
- Danski red slobodnih zidara
- Velika loža Estonije
- Velika loža Finske
- Nacionalna velika loža Francuske
- Velika loža Grčke
- Nacionalna velika loža Grčke
- Velika loža Hrvatske
- Velika loža Irske
- Islandski red slobodnih zidara
- Regularna velika loža Italije
- Veliki orijent Italije
- Velika loža Latvije
- Velika loža Litve
- Velika loža Luksemburga
- Simbolička velika loža Mađarske
- Velika loža Makedonije
- Suverena velika loža Malte
- Velika loža Moldavije
- Regularna nacionalna velika loža Kneževine Monako
- Veliki orijent Nizozemske
- Norveški red slobodnih zidara
- Ujedinjene velike lože Njemačke
- Nacionalna velika loža Poljske
- Legalna/Regularna velika loža Portugala
- Nacionalna velika loža Rumunjske
- Velika loža Rusije
- Najuzvišenija velika loža Republike San Marino
- Velika loža Slovačke
- Velika loža Slovenije
- Regularna velika loža Srbije
- Velika loža Škotske
- Velika loža Španjolske
- Švedski red slobodnih zidara
- Velika loža "Alpina" Švicarske
- Velika loža Turske
- Velika loža Ukrajine

## Afrika
Regularne velike lože u Africi su:
- Velika loža Benina
- Velika loža Burkine Faso
- Velika loža Gabona
- Velika loža Gane
- Nacionalna velika loža Gvineje
- Velika loža Južne Afrike
- Velika loža Kameruna
- Velika loža Konga[a]
- Velika loža Liberije
- Nacionalna velika loža Madagaskara
- Nacionalna velika loža Malija
- Velika loža Mauricijusa
- Regularna velika loža Kraljevine Maroko
- Velika loža Mozambika
- Velika loža Nigerije
- Velika loža Obale Bjelokosti
- Velika loža Senegala
- Nacionalna velika loža Togoa

## Azija i Oceanija
Regularne velike lože na području Azije, Australije i Oceanije su:
- Australija ima 6 velikih loža po svojim saveznim državama i teritorijima.
  -  Velika loža Tasmanije
  -  Ujedinjena velika loža Viktorije
  -  Ujedinjena velika loža Queenslanda
  -  Velika loža Zapadne Australije
  -  Velika loža Južne Australije i Sjevernog teritorija
  -  Ujedinjena velika loža Novog Južnog Walesa i Teritorija australskog glavnog grada
- Velika loža Filipina
- Velika loža Indije
- Velika loža Države Izrael
- Velika loža Japana
- Velika loža Kine[b]
- Velika loža Novog Zelanda

## Sjeverna Amerika
Regularne velike lože na području Sjeverne Amerike (Kanada i Sjedinjene Američke Države) su:

### Kanada
Kanada ima 11 velikih loža prema svojim pokrajinama i teritorijima.
- Velika loža Alberte
- Velika loža Britanske Kolumbije i Yukona
- Velika loža Manitobe
- Velika loža Newfoundlanda i Labradora
- Velika loža Novog Brunswicka
- Velika loža Nove Škotske
- Velika loža Kanade u pokrajini Ontario
- Prince Hall velika loža Ontarija
- Velika loža Otoka Princa Edvarda
- Velika loža Quebeca
- Velika loža Saskatchewana

### Sjedinjene Američke Države
Sjedinjene Američke Države imaju 86 velikih loža po svojim saveznim državama.
- Prince Hall velika loža Alabame
- Velika loža Alabame
- Prince Hall velika loža Aljaske
- Velika loža Aljaske
- Prince Hall velika loža Arizone
- Velika loža Arizone
- Velika loža Arkansasa
- Velika loža Kolorada
- Prince Hall velika loža Kolorada i njezine nadležnosti
- Prince Hall velika loža Connecticuta
- Velika loža Connecticuta
- Prince Hall velika loža Delawarea
- Velika loža Delawarea
- Velika loža Floride
- Velika loža unije Floride i Belizea
- Prince Hall velika loža Georgije
- Velika loža Georgije
- Prince Hall velika loža Havaja
- Velika loža Havaja
- Velika loža Idaha
- Prince Hall velika loža Illinoisa
- Velika loža Illinoisa
- Prince Hall velika loža Indiane
- Velika loža Indiane
- Prince Hall velika loža Iowe
- Velika loža Iowe
- Velika loža Južne Dakote
- Velika loža Južne Karoline
- Prince Hall velika loža Kalifornije
- Velika loža Kalifornije
- Prince Hall velika loža Kansasa
- Velika loža Kansasa
- Velika loža Kentuckyja
- Velika loža Louisiane
- Velika loža Mainea
- Prince Hall velika loža Marylanda
- Velika loža Marylanda
- Prince Hall velika loža Massachusettsa
- Velika loža Massachusettsa
- Prince Hall velika loža Michigana
- Velika loža Michigana
- Prince Hall velika loža Minnesote
- Velika loža Minnesote
- Velika loža Mississippija
- Prince Hall velika loža Missourija
- Velika loža Missourija
- Velika loža Montane
- Prince Hall velika loža Novog Meksika
- Velika loža Novog Meksika
- Prince Hall velika loža Nebraske
- Velika loža Nebraske
- Prince Hall velika loža Nevade
- Velika loža Nevade
- Velika loža New Hampshirea
- Prince Hall velika loža New Jerseyja
- Velika loža New Jerseyja
- Prince Hall velika loža Države New York
- Velika loža Države New York
- Prince Hall velika loža Ohija
- Velika loža Ohija
- Prince Hall velika loža Oklahome
- Velika loža Oklahome
- Velika loža Oregona
- Prince Hall velika loža Oregona, Idaha i Montane
- Prince Hall velika loža Pennsylvanije
- Velika loža Pennsylvanije
- Prince Hall velika loža Rhode Islanda
- Velika loža Rhode Islanda
- Velika loža Sjeverne Dakote
- Prince Hall velika loža Sjeverne Karoline i njezine nadležnosti
- Velika loža Sjeverne Karoline
- Prince Hall velika loža Tennesseeja
- Velika loža Tennesseeja
- Prince Hall velika loža Teksasa
- Velika loža Teksasa
- Velika loža Utaha
- Velika loža Vermonta
- Prince Hall velika loža Virginije
- Velika loža Virginije
- Prince Hall velika loža Distrikta Columbia
- Velika loža Distrikta Columbia
- Prince Hall velika loža za Državu Washington i njezine nadležnosti
- Velika loža Washingtona
- Prince Hall velika loža Wisconsina
- Velika loža Wisconsina
- Velika loža Wyominga
- Velika loža Zapadne Virginije

## Srednja Amerika
Regularne velike lože na području Srednje Amerike, Meksika i Kariba su:
- Velika loža Belizea
- Velika loža Dominikanske Republike
- Velika loža Gvatemale
- Veliki orijent Haitija 1824.
- Velika loža Hondurasa
- Velika loža Kostarike
- Velika loža Kube
- Jorčka velika loža Meksika
- Velika loža Paname
- Velika loža Portorika
- Velika loža Cuscatlana u Salvadoru
- Prince Hall velika loža Zajednice Bahamâ
- Prince Hall velika loža Kariba i jurisdikcija

 Meksiko ima osam velikih loža u nekim svojim saveznim državama.
- Velika loža države Baja California
- Velika loža "Benito Juárez" Države Coahuila
- Velika loža Države Nuevo León
- Ujedinjena meksička velika loža u Velikom orijentu Veracruza
- Velika loža "Zapadni Meksiko" Države Jalisco
- Velika loža Države Tamaulipas
- Velika loža suverene i neovisne Države San Luis Potosi
- Velika loža "Časna vojska orijenta" Države Puebla

## Južna Amerika
Regularne velike lože na području Južne Amerike su:
- Velika loža Argentine
- Velika loža Bolivije
- Veliki orijent Brazila
- Velika loža Čilea
- Velika loža Ekvadora
- Simbolička velika loža Paragvaja
- Velika loža Perua
- Velika loža slobodnog zidarstva Urugvaja
- Velika loža Republike Venezuele

 Kolumbija ima sedam velikih loža koje imaju nadležnost nad različitim departmanima (ekvivalent županijama).
- Nacionalna velika loža Kolumbije[d]
- Velika loža Kolumbije[e]
- Zapadna velika loža Kolumbije[f]
- Najuzvišenija nacionalna velika loža Kolumbije[g]
- Orijentalna velika loža Kolumbije "Francisco de Paula Santander"
- Velika loža Anda[h]
- Velika loža "Benjamin Herrera"

### Brazil
U Brazilu ravnopravno djeluju tri pravca regularnih velikih loža/orijenata: Veliki orijent Brazila koji ima nadležnost nad cijelim Brazilom, 27 velikih loža po federalnim državama te 7 velikih orijenta po federalnim državama.
Velike lože i veliki orijenti po federalnim državama su:
- Velika loža Amapá
- Velika loža Amazonas
- Velika loža Države Acre
- Velika loža Države Alagoas
- Velika loža Države Bahia
- Velika loža Države Ceará
- Velika loža Države Espírito Santo
- Velika loža Brazilskog federalnog distrikta
- Velika loža Države Goiás
- Velika loža Države Maranhão
- Velika loža Države Mato Grosso Do Sul
- Velika loža Mato Grosso
- Velika loža Države Minas Gerais
- Velika loža Države Parana
- Velika loža Pará
- Velika loža Države Paraiba
- Velika loža Pernambuco
- Velika loža Piaui
- Velika loža Države Rio de Janeiro
- Velika loža Države Rio Grande do Norte
- Velika loža Države Rio Grande do Sul
- Velika loža Države Roraima
- Velika loža Države Rondônije
- Velika loža Santa Catarina
- Velika loža Države São Paulo
- Velika loža Države Sergipe
- Velika loža Države Tocantins
- Veliki orijent Države Mato Grosso
- Veliki orijent Mato Grosso Do Sul
- Veliki orijent Rio Grande do Norte
- Veliki orijent Države Rio Grande do Sul
- Veliki orijent Santa Catarina
- Veliki orijent Parane
- Veliki orijent Paulista